# Love 2012
Love 2012 è una compilation, formata da due cd di 15 brani ognuno, pubblicata il 17 gennaio 2012 per la Sony Music. La compilation debutta alla terza posizione della classifica FIMI, per poi raggiungere la prima posizione durante la quarta settimana.

## Tracce

### CD 1
1. Vasco Rossi - E... - 3:29
2. Alessandra Amoroso - La mia storia con te - 3:51
3. Modà - Salvami - 4:23
4. Francesco Renga - Tracce di te - 4:18
5. Irene Grandi - Che vita è - 4:25
6. Cesare Cremonini - Vieni a vedere perché - 4:08
7. Giorgia - Gocce di memoria - 4:10
8. L'Aura feat. Nek - Eclissi del cuore - 4:02
9. Raf - Ossigeno - 4:05
10. Emma - Tra passione e lacrime - 3:59
11. Biagio Antonacci - Quanto tempo e ancora - 3:58
12. Gianna Nannini - Ti voglio tanto bene - 3:34
13. Luca Carboni - Mi ami davvero - 4:25
14. Daniele Silvestri - Le cose in comune - 4:17
15. Negramaro - Solo3 min - 3:38

### CD 2
1. Elisa - Anche se non trovi le parole - 4:04
2. Tiziano Ferro - Non me lo so spiegare - 4:00
3. Gianluca Grignani - Sei sempre stata mia - 3:41
4. Marco Mengoni - Tanto il resto cambia - 3:58
5. Eros Ramazzotti - Più bella cosa - 3:23
6. Carmen Consoli - L'ultimo bacio - 3:24
7. Zucchero - Occhi - 3:38
8. Noemi e Fiorella Mannoia - L'amore si odia - 3:12
9. Jovanotti - Una storia d'amore - 4:06
10. Loredana Errore - Ti amo - 3:32
11. Samuele Bersani - Spaccacuore - 4:29
12. Nek - Lascia che io sia - 3:32
13. Dolcenera - Nel cuore e nella mente - 4:10
14. Negrita - Brucerò per te - 3:41
15. Mina - Portati via - 3:54

## Classifica italiana
| Classifica | Posizione più alta |
| ---------- | ------------------ |
| Italia     | 1                  |

### Andamento nella classifica italiana
| Posizione | 3 | 2 | 2 | 1 | 3 | 4 | 4 | 7 | 6 | 24 |